# ヤングキングアワーズ
『ヤングキングアワーズ』は、少年画報社が発行する青年向け漫画雑誌。毎月30日発売。

## 概要
1993年に『ヤングキング』の増刊として創刊（同年9月30日号）。
SF・ファンタジー・4コマ漫画・ギャグなど、『ヤングキング』とは異なる系統のマニア向け少年漫画ジャンルの作品を掲載し、時に『スピリットサークル』など少年誌の読者層（中学生）が主人公となる作品も散見される。美少女や萌え系のヒロインをメインに据えた作品が多い一方で、『ナポレオン -獅子の時代-』など、劇画調の歴史漫画も積極的に掲載している。
1997年よりほぼ月刊ペースになり、1998年7月号（No.40）に独立した月刊誌となる。2005年6月号より中綴じから無線綴じ（平綴じ）となった。平綴じになってからのページ数は毎月ほぼ500ページ強となっている。
1999年から2001年にかけて、『-2000』『-ライト』、2006年に『-プラス』といったアワーズの増刊・派生誌が発行されたが、いずれも短命で休刊となった。
その後、2006年に発刊した『月刊ヤングキング』（ヤングキングの派生誌）を2013年10月号（8月発売）よりアワーズ編集部に移管し、『月刊ヤングキングアワーズGH』と改題。『ヤングキング』を交えた掲載ジャンルの再編により、本誌はSF・ファンタジー・アクション・ハーレムものが主な掲載作品となっている。
単行本は「ヤングキングコミックス（YKコミックス）」レーベルより刊行されている。
2019年6月号の表紙は『超人ロック』連載40周年を記念し、同作のキャラクターが表紙を飾った『少年キング』1980年39号の表紙を再現したものになった。

## 掲載作品

### 連載中
- 蒼き鋼のアルペジオ（Ark Performance）2009年11月号 -
- うさぎも夢見るクリームソーダ（二宮ひかる）2025年5月号 -
- 嘘から出た真琴（ヤマモトマナブ）2024年4月号 -
- うちの子は魔法少女にならない（七竈アンノ）2023年10月号 - 2025年9月号
- 宇宙人ムームー（宮下裕樹）2019年8月号 -
- 馬姫様と鹿王子（椙下聖海）2019年1月号 -
- 描季師（鄭大河）2025年4月号 -
- エンゲージ・フォー・プリンセス（宇河弘樹）2025年7月号 -
- 踊る千年家族（春日井晶）2021年5月号 -
- おへんろちゃん!（近藤るるる）2024年9月号 -
- GUARDIAN（武田すん）2024年5月号 -
- カメラ、はじめてもいいですか?（しろ）2019年10月号 -
- 元祖コンパイラ（麻宮騎亜）2021年11月号 -
- 金曜日のニャルペジオ（ツナシカズトラ）2023年5月号 -
- クライマックスネクロマンス（ネーム原作：水上悟志、漫画：瀬戸一里）2024年3月号 -
- 朱色の仮面（原作：Dr.poro、漫画：那波なばな）2021年4月号 -
- ドッグ・タイムズ（長谷川哲也）2025年1月号 -
- 土漠の花（原作：月村了衛、漫画：フクダイクミ）2021年2月号 -
- ドリフターズ（平野耕太）2009年6月号 -
- 並木橋通りアオバ自転車店（宮尾岳）2007年12月号 - ※『ヤングキング』から移籍、『月刊ヤングキングアワーズGH』と並行連載。
- ノマジー（尾原ヒロシ）2024年10月号 -
- パラレルリープ・シンドローム（タカハシノブユキ）2022年10月号 -
- ぴよクエ〜あの子勇者でわたしハーピィ〜（若菜七弓）2024年8月号 -
- 癖神のメガミコ（小野寺浩二）2025年6月号 -
- 魔もりびと（東裏友希）2020年10月号 -
- MUJIN-無尽-（岡田屋鉄蔵）2014年3月号 -
- 横浜黄昏咄咄怪事（吉川景都）2023年9月号 -
- ロストステラの滞在者たち（苹果知生）2025年3月号 -

### 不定期連載
- ジオブリーダーズ（伊藤明弘）1993年No.1 - ※連載第一回のタイトルは『階下の敵』。
- Bipod（伊藤明弘）2015年8月号 -

## 過去の連載作

### あ行
- アイ 光と水のダフネ（NeSKeS、士貴智志）2004年3月号 - 12月号
- アオとハル（しおやてるこ）2013年10月号 - 2016年2月号 ※シリーズ連載。
- アスクライブ・トゥ・ヘヴン（杉崎ゆきる）2009年2月号 - 2011年6月号 ※休載のまま未完。
- AGEHA（六道神士）2012年6月号 - 2013年8月号
- 朝霧の巫女（宇河弘樹）2000年3月号 - 2007年8月号
  - アサギリノミコ〜オルタナティブシアター〜、2010年3月号 - 2014年5月号 ※不定期連載。
- (ア)部! 〜葉桜中アニマル部〜[5]（吉川景都）2012年8月号 - 2014年10月号
- アニメがお仕事!（石田敦子）2004年4月号 - 2007年9月号
- アブラ・マンダラ（こやま基夫）
- アラサークエスト（天野シロ）2017年4月号 - 2019年9月号
- アリョーシャ!（近藤るるる）2010年7月号 - 2013年6月号
- 稲田小鬼物語（大石まさる）2011年4月号読切り、7月号 - 2012年2月号 ※隔月連載。
- 犬神は祈らない（白石純）2022年9月号 - 2024年10月号
- イノセントW（楠桂）2004年1月号 - 2006年8月号
- いろはドライブ（一葵さやか）2022年7月号 - 2025年1月号
- ウォースパイト〜マルスの目〜（竿尾悟）2011年9月号 -2012年8月号
- うさぎちゃんでCue!!（佐野タカシ）
- ウチら陽気なシンデレラ（真田ぽーりん）2001年12月号 - 2006年4月号
- うみそらかぜに花（大石まさる）2020年6月号 - 2023年8月号
- エクスプローラーズ 6（田丸鴇彦）2018年12月号 - 2020年1月号
- エクセル・サーガ（六道神士）1996年No.17 - 2011年9月号 ※2011年10月号・11月号に目次に載っていない「エクセル・サーガSP」が掲載されている。
- おいでませり（大石まさる）2009年2月号 - 2010年8月号
- 大江戸スモーキングマン（大石まさる）2019年1月号 - 2019年8月号
- おたがね\〜オタがため カネはなる〜（小野寺浩二）2022年5月号 - 2024年1月号
- オニギリ!!!（本井広海・本澤友一郎）
- 鬼を飼う（吉川景都）2014年12月号 - 2020年5月号
- お願いアルカナ（中垣慶）
  - お願いアルカナ - マンガ図書館Z（外部リンク）
- おばけ道（漫画：小野寺浩二、総合プロデューサー：石黒正数）2015年12月号 - 2018年3月号

### か行
- ガーゴイル（原作：冲方丁、漫画：近藤るるる）2013年11月号 - 2015年10月号、※第1部完。
- 快尻グラマンチェ（山口かつみ）1993年No.1 - ?
- カグラ舞う!（佐藤両々）2017年2月号 - 2020年12月号 ※4コマ漫画
- 影姫〜KAGE-HIME〜（近藤るるる）2021年12月号 - 2024年5月号
- KAZAN（宮尾岳） ※『アワーズライト』へ移籍
- 神のDICE（林ふみの）2008年12月号 - 2009年5月号
- かみわたし〜神様の箸渡し〜（有馬啓太郎）2011年9月号 - 2012年8月号
- カムナガラ（やまむらはじめ）2000年1月号 - 2006年4月号
- カラメルキッチュ遊撃隊（大石まさる）2012年4月号 - 2013年9月号
- 起動帝国オービタリア（大井昌和）2013年1月号 - 2015年1月号
  - ストーリーズ 〜巨人街の少年〜（大井昌和）2015年2月号 - 2016年1月号
- 球場ラヴァーズ（石田敦子）
  - 私が野球に行く理由 2011年7月号 - 2012年11月号 ※『ヤングキング』より移籍。
  - 私を野球につれてって 2012年12月号 - 2014年3月号
  - こいコイ! 〜球場ラヴァーズ〜 2014年5月号 - 2015年7月号
  - 球場ラヴァーズ3-2（フルカウント） 2015年9月号 - 2016年2月号
- キューナナハチヨン（ヤマモトマナブ）2019年4月号 - 2021年7月号
- 恐怖の宴（高港基資）
- キラリティ（大石まさる）2015年4月号 - 2015年9月号
- 銀の受胎（吉山航平）2023年7月号 - 2025年2月号
- ケダモノの唄（楠桂）
- 恋、ヒトゴトに及ぶ（タカハシノブユキ）2020年2号 - 2021年3月号
- 校庭少女（如月戒）
- GOAT HEAD（安堂維子里）2020年11月号 - 2022年7月号
- こまったやつら（吉川景都）2021年6月号 - 2023年2月号
- コミックマスターJ（脚本：田畑由秋、作画：余湖裕輝）1996年No.19 - 2005年11月号
- コンビニDMZ（竿尾悟）2007年1月号 - 2010年6月号

### さ行
- ざせつ男とまんが少女（石田敦子）2017年10月号 - 2018年3月号
- サムライリーガーズ（竹山祐右）2010年10月号 - 2012年10月号
- JKども、荒野をゆけ（時田）2018年7月号 - 2019年11月号 ※当初はシリーズ連載、2018年10月号から通常連載。
- 清々と（谷川史子）2008年11月号 - 2015年3月号 ※不定期連載
- 散人左道（水上悟志）2002年11月号 - 2004年7月号
- 師匠シリーズ（原作：ウニ、漫画：片山愁）2013年12月号 - 2018年5月号
- シュガーはお年頃（二宮ひかる）2007年10月号 - 2009年7月号
- 真・一騎当千（塩崎雄二）2016年1月号 - 2024年8月号 ※ワニブックス『コミックガム』連載『一騎当千』の続編。『ヤングキングBULL』に移籍。
- 新逆八犬伝アウトカラーズ（石田敦子）2008年5月号 - 2009年10月号
- ジンクホワイト（小泉真理）
- スーパー・カルテジアン・シアター（六道神士）2016年8月号 - 2019年2月号
- スタンダードブルー（宇河弘樹）1998年No.35 - 1998年12月号
- ストレンジドーン（美夜川はじめ）
- スピリットサークル -魂環-（水上悟志）2012年7月号 - 2016年5月号
- スプライトシュピーゲル（原作：冲方丁）
  - （漫画：さめだ小判 版）2009年11月号 - 2010年5月号
  - （漫画：中嶋ヤマト 版）2011年5月号 - 2013年2月号
- 聖乙女学園血風録（小野寺浩二）
- 聖骸の魔女（田中ほさな）2014年12月号 - 2018年10月号
- セカイのミカタ（鈴木小波）2010年6月号 - 2011年5月号
- 絶滅酒場（黒丸）2017年6月号 - 2021年1月号
- ゼロ エンジェル〜爽碧の堕天使〜（麻宮騎亜）2016年4月号 - 2018年5月号
- それでも町は廻っている（石黒正数）2005年5月号 - 2016年12月号
- ソレミテ 〜それでも霊が見てみたい〜（漫画：小野寺浩二、総合プロデューサー：石黒正数）2012年9月号 - 2015年2月号

### た行
- タイニープリニウス（大石まさる）2011年2月号 - 2012年2月号
- 太陽系SF冒険大全 スペオペ!（麻宮騎亜）2019年5月号 - 2024年1月号
- だいらんど（がぁさん）1998年6月号 - 1999年9月号
- ただいま清争中につき!（鳩也直）2015年4月号 - 2015年11月号
- 超人ロック（聖悠紀）
  - 冬の虹、2004年2月号 - 2006年1月号
  - クアドラ、2006年5月号 - 10月号
  - クアドラII、2006年11月号 - 2007年5月号
  - 凍てついた星座、2007年6月号 - 2008年12月号
  - ニルヴァーナ、2009年1月号 - 2010年12月号
  - 風の抱擁、2011年1月号 - 2014年6月号
  - ラフラール、2014年7月号 - 2016年7月号
  - 鏡の檻、2016年8月号 - 2019年8月号
  - 銀河の子、2019年9月号 - 2019年11月号
  - カオスブリンガー、2020年1月号 - 2020年12月号、※作者急逝により絶筆
- 月の海のるあ（野上武志）2007年10月号 - 2009年10月号
- ツマヌダ格闘街（上山道郎）2009年7月号 - 2011年7月号 ※『ヤングキング』より移籍→『月刊ヤングキング』に移籍。
- 天にひびき（やまむらはじめ）2009年7月号 - 2014年10月号
- 東京クレーターのアカリ（磯本つよし）
- 東方鉄腕小町ドキドキロコモーション（幸田朋弘）1999年12月号 - 2002年3月号
- 特蝶 死局特殊蝶犯罪対策室（安堂維子里）2018年11月号 - 2020年7月号
- 特務戦隊伊吹（貴島煉瓦）2007年3月号 - 2008年4月号
- ドボガン天国（真田ぽーりん）2006年7月号 - 2009年12月号
- ドライエック（やまむらはじめ）1997年No.26 - 1997年No.33
- トライガン・マキシマム（内藤泰弘）1997年No.32 - 2007年5月号 ※徳間書店『月刊少年キャプテン』連載『トライガン』の続編。
- ドラゴンズサマー〜クロとわたしの夏休み〜（やまむらはじめ）2021年3月号 - 2022年4月号
- トランスノイド（テルミン）2013年2月号 - 2014年8月号
- 泥棒猫（大石まさる）2000年1月号 - 2003年9月号

### な行
- NAGI（花見沢Q太郎）2003年8月号 - 2004年6月号
- ナくしたナにかのさがシかた（原作：藤野晴海、漫画：片山愁）2018年11月号 - 2022年2月号
- ナポレオン -獅子の時代-（長谷川哲也）2003年2月号 - 2011年2月号
- ナポレオン -覇道進撃-（長谷川哲也）2011年3月号 - 2024年8月号
- 二本松兄妹と木造渓谷の冒険（水上悟志）2017年8月号 - 2018年1月号

### は行
- ばいばい、アース（原作：冲方丁、漫画：麻日隆）2020年3月号 - 2022年9月号
- 破戒劔師 ハカイケンシ-TAO-BLADE-（竹山祐右）2008年7月号 - 2009年12月号
- ハニハニハッ! -サテライトNOAH漂流記-（がぁさん）
- ハピキャス!（柚月もなか）2009年7月号 - 2010年12月号
- はやめブラストギア（竹山祐右）2016年3月号 - 2020年4月号
- パラダイス→パラドックス（巣田祐里子）2011年2月号 - 5月号
- パルパル&ロケッタ（おがきちか）2014年3月号 - 2015年5月号
- ヒダルとヒルダ（鈴木小波）2015年11月号 - 2018年8月号、※シリーズ連載。
- ピピンとピント☆（大石まさる）2003年11月号 - 2005年8月号
- ヒミツの保健室（山東ユカ）2001年10月号 - 2007年4月号
- ピルグリム・イェーガー（原作：冲方丁、漫画：伊藤真美）2001年10月号 - 2006年11月号 ※第1部完。
- ふたりぼっち伝説（佐藤ショウジ） ※代原、不定期連載
- プラネット・ウィズ（水上悟志）2018年6月号 - 2022年9月号
- ブランカイザー（赤名平）2006年9月号 ※掲載されたのは第1話のみ
- ブルヴァール（日生かおる） ※『アクションHiP』より移籍。
- ブレイドブレイカー（鈴木恭太郎）2010年5月号 - 2011年7月号 ※2010年11月号まで隔号連載、以後毎号連載した後、『月刊ヤングキング』に移籍。
- ブロッケンブラッド（塩野干支郎次）2004年2月号 ※読み切りとして第1話が掲載
  - ブロッケンブラッドIV、2009年8月号 - 2009年10月号 ※『ヤングキング』より移籍、後半3話分を連載。
  - ブロッケンブラッドV、2009年12月号 - 2010年5月号
  - ブロッケンブラッドVI、2010年6月号 - 2010年11月号
  - ブロッケンブラッドVII、2010年12月号 - 2011年5月号
  - ブロッケンブラッドVIII、2011年6月号 - 2011年7月号 ※『月刊ヤングキング』に移籍。
- 平安ブレイズ（緒方てい）2009年5月号 - 2010年10月号
- 平成COMPLEX（小だまたけし）
- ベイビーリーフ（二宮ひかる）2002年8月号 - 2003年1月号
- べじたぶる（森見明日）2007年6月号 - 2008年11月号
- HELLSING（平野耕太）1997年No.27 - 2008年11月号
- ヘン集女王（高内優向）2010年3月号 - 2012年7月号
- 変身少女A（アダルト）（朔坂みん）2015年10月号 - 2016年4月号
- Holy Brownie（六道神士） ※『アワーズプラス』より移籍、不定期連載。
- 僕らはみんな河合荘（宮原るり）2010年6月号 - 2018年2月号
  - 僕らはみんな河合荘 番外編（宮原るり）2018年4月号 - 7月号 ※短期連載（4号連続掲載）。
- 惑星（ほし）のさみだれ（水上悟志）2005年6月号 - 2010年10月号
- ポストキッズ（宇河弘樹）2021年12月号 - 2023年11月号

### ま行
- マーチャンダイス（大石まさる）2016年2月号 - 2017年5月号、2018年3月号 - 2018年10月号
- ますらお -秘本義経記-（北崎拓）
  - 大姫哀想歌、2014年2月号 - 2014年6月号 ※『週刊少年サンデー』（小学館）連載『ますらお -秘本義経記-』の外伝
  - 秘本義経記 〜波弦、屋島〜、2015年2月号 - 2015年7月号、2016年12月号 - 2018年6月号、2021年8月号 - 2022年1月号 ※『ますらお -秘本義経記-』の続編。
- 未開封なカノジョたち（がぁさん）
- みくもとかさね（山崎峰水）2009年6月号 - 2009年12月号
- 水上悟志のまんが左道[6]（水上悟志）2012年12月号 - 2022年11月号、※原稿持込のお知らせページに掲載。
- ミズハコセカイ（七竈アンノ）2017年7月号 - 2018年9月号
- 水惑星年代記（大石まさる）
- みのりの日々（井上博和）2001年12月号 - 2005年5月号
- 無敵番長バクライガ（清水栄一×下口智裕）
- 迷彩君（竿尾悟）
- 妄想戦士ヤマモト（小野寺浩二）2003年12月号 - 2006年2月号 ※『アワーズライト』より雑誌休刊後に移籍、2015年1月号に読切「復活編」掲載。
- もっけの箱庭（草川為）2020年2月号 - 2024年11月号
- もののけ☆ちんかも（楠桂）2002年5月号 - 2003年3月号

### や行
- 野球+プラス!（石田敦子）2016年5月号 - 2017年3月号
- 夜明け前に死ぬ（大北真潤）2019年4月号 - 2021年9月号
- ようこそBALLGAMEへ！（田丸鴇彦）2020年5月号 - 2021年4月号
- 夜鳴きのシィレエヌ（今村陽子）2015年5月号 - 2019年12月号
- 夜の燈火と日向のにおい（鬼魔あづさ）1994年No.11 - 2003年9月号
- 夜と星のむこう（今市子）2007年8月号 - 2013年6月号 ※『アワーズガール』より移籍。

### ら行
- ライプニッツ（大石まさる）2014年4月号 - 同年10月号 ※2015年1月号に読切「ライプニッツextra」掲載。
- ラヴ・バズ（志村貴子）2005年1月号 - 2005年9月号 ※『ヤングキング別冊キングダム』より雑誌休刊後に移籍。
- 裸者と裸者（原作：打海文三、漫画：七竈アンノ）
  - -孤児部隊の世界永久戦争- 、2010年8月号 - 2012年8月号
  - -邪悪な許しがたい異端の- 、2012年10月号 - 2014年3月号
- ラスカル（七竈アンノ）2014年10月号 - 2015年11月号
- リセットのない世界より（若菜七弓）2022年12月号 - 2024年4月号
- リュウマのガゴウ（宮下裕樹）2011年11月号 - 2017年2月号
- RAISE（新谷かおる）2005年7月号 - 2007年6月号 ※『ヤングキング別冊キングダム』より雑誌休刊後に移籍。
- RED ZONE（白石純）2020年8月号 - 2021年11月号
- 恋愛ディストーション（犬上すくね）1998年7月号 - 2000年7月号 ※『アワーズライト』へ移籍
- LOAN WOLF（山田秋太郎）1998年12月号 - 2001年12月号

### わ行
- ワールドエンブリオ（森山大輔）2005年6月号 - 2014年7月号

## 映像化作品

### アニメ化
| 作品                   | 放送年          | アニメーション制作          | 備考                                       |
| ---------------------- | --------------- | --------------------------- | ------------------------------------------ |
| トライガン・マキシマム | 1998年（第1作） | マッドハウス                | 映画あり                                   |
| トライガン・マキシマム | 2023年（第2作） | オレンジ                    |                                            |
| エクセル・サーガ       | 1999年-2000年   | J.C.STAFF                   | 未放送1話あり                              |
| HELLSING               | 2001年-2002年   | GONZO Digimation            | OVAあり                                    |
| 朝霧の巫女             | 2002年          | カオスプロジェクト ガンジス |                                            |
| それでも町は廻っている | 2010年          | シャフト                    |                                            |
| 蒼き鋼のアルペジオ     | 2013年          | サンジゲン                  | 映画あり                                   |
| 僕らはみんな河合荘     | 2014年          | ブレインズ・ベース          | OVAあり                                    |
| ドリフターズ           | 2016年          | HOODS DRIFTERS STUDIO       |                                            |
| 真・一騎当千           | 2022年          | アームス                    | コミックガムで連載された『一騎当千』の続編 |
| 惑星のさみだれ         | 2022年          | NAZ                         |                                            |
| 宇宙人ムームー         | 2025年          | OLM                         |                                            |
| 朱色の仮面             | 未公表          | 100studio                   |                                            |

| 作品                | 放送年                 | アニメーション制作 | 備考 |
| ------------------- | ---------------------- | ------------------ | ---- |
| ジオブリーダーズ    | 1998年（ちびねこ奪還） | カオスプロジェクト |      |
| ジオブリーダーズ    | 2000年（乱戦突破）     | カオスプロジェクト |      |
| うさぎちゃんでCue!! | 1999年-2000年          | カオスプロジェクト |      |

### 実写化
| 作品                          | 放送年 | 制作 | 備考 |
| ----------------------------- | ------ | ---- | ---- |
| カメラ、はじめてもいいですか? | 2023年 | BBB  |      |

## 発行部数
- 2009年（2008年10月1日 - 2009年9月30日） - 68,000部[7]
- 2011年（2010年10月1日 - 2011年9月30日） - 53,000部（公称部数）[8]
- 2012年（2011年10月1日 - 2012年9月30日） - 50,000部（公称部数）[9]
- 2013年（2012年10月1日 - 2013年9月30日） - 50,000部（公称部数）[10]
- 2014年（2013年10月1日 - 2014年9月30日） - 50,000部（公称部数）[11]

## 関連誌

### アワーズ2000
アワーズの増刊号として1999年12月発売。クリスマス特集。

### アワーズ2001
アワーズの増刊号として2000年4月発売。

### アワーズライト
初代編集長・福原建雄の退任に伴うアワーズ本誌のリニューアルから、2000年7月発売の同年9月号で創刊。月刊。発売日は前々月21日。
初代編集長時代の本誌作家陣を継承していたが、2002年6月発売の同年8月号を最後に休刊。『アワーズプラス』などに引き継がれた一部の作品を除くと、多くの連載が他社へ移籍している。また、後にアワーズ本誌へ復帰した作家でも、アワーズライト掲載作品に関しては未単行本化が多い。

#### アワーズライトの掲載作品
- いばら姫のおやつ（石田敦子）
- エビアンワンダー（おがきちか）※休刊後、一迅社『コミックZERO-SUM増刊WARD』へ移籍。
- KAZAN（宮尾岳） ※『ヤングキングアワーズ』から移籍
- 金魚屋古書店出納帳（芳崎せいむ）※『アワーズガール』から移籍。休刊後、『金魚屋古書店』に改題し、小学館『月刊IKKI』へ移籍。
- ジオブリーダーズAA （2001年8月、『ジオブリーダーズ』番外編、作画：今掛勇＋原作：伊藤明弘）
- 純粋!デート倶楽部（石田敦子）※休刊後、エンターブレイン『マジキュー』で完結。
- 新撰組異聞 暴流愚（芦田豊雄）
- 妄想戦士ヤマモト（小野寺浩二）2000年9月号 - 2002年8月号
- 世縒りゆび（騎崎サブゼロ）
- 恋愛ディストーション（犬上すくね）2000年9月号 - 2002年8月号 ※『ヤングキングアワーズ』から移籍。休刊後は『MAY』『アワーズプラス』を経て、小学館『月刊サンデージェネックス』に移籍。
- 下町狂い咲きキネマ（オオシマヒロユキ）
- UNLOCK（オオシマヒロユキ）※休刊後、大都社から単行本化。
- スナオちゃんとオバケ国（TAGRO）※未単行本化
- 魔法の海賊ときめきマリン（大石まさる）2001年8月号、2002年6月号 - 8月号　※未単行本化。
- DEAD－COPY（がぁさん）2002年4月号 - 7月号　※未単行本化
- 結びの杜（森見明日）

### アワーズガール
アワーズの増刊号として2000年10月30日発売の同年12月号で創刊。のちにアワーズライト増刊。隔月刊。通巻5号まで刊行されたが、2001年に休刊。
少女向けと銘打っていたが、執筆陣は朝日ソノラマ『ネムキ』と大きく重複していた。

#### アワーズガールの掲載作品
- 金魚屋古書店出納帳（芳崎せいむ）
- 夜と星の向こう（今市子）
- アダルトハーフ（藤原薫）
- 先生のラブ時計（おがきちか）

### アワーズプラス
アワーズの増刊として発行されていたが、2006年2月15日発売の同年4月号から隔月刊（偶数月刊）となる。発売日は前々月18日。2007年4月18日発売の同年6月号を最後に休刊。

#### アワーズプラスの掲載作品
- いちごの学校（きづきあきら＋サトウナンキ）2006年11月号[14] - 不明
- おとめ恋々（石田敦子）
- おもいで（二宮ひかる）
- かぶりもんスター☆（天野シロ）
- かわいい悪魔（志村貴子）2006年6月号[15] - 2007年1月号[16]
- GODDESS BOUNTY（堤芳貞）
- くらしのいずみ（谷川史子）
- 成城紅茶館の事情（スエカネクミコ）
- 超人ロック ライザ（聖悠紀）2006年9月号[17] - 2007年6月号[18] ※ビブロス『超人ロックSpecial』より移籍。
- トゥインクル☆トゥインクル（こいずみまり）2006年9月号[17] - 2007年6月号[18]
- ぴよぴよ（水上悟志）2005年10月号 - 2007年1月号[16]
- Holy Brownie（六道神士）2006年3月号[19] - 2007年1月号[16] ※『ヤングキング別冊キングダム』より移籍、不定期連載、『ヤングキングアワーズ』に移籍。
- UFOおねぇさん（小野寺浩二）2006年4月号 - 2007年6月号[18]
- 恋愛ディストーション（犬上すくね）2006年6月号[15] - 2006年11月号[14] ※『May』から移籍するも、長期中断。2012年に小学館『月刊サンデージェネックス』へ移籍。

### 月刊ヤングキングアワーズGH
2006年10月19日に創刊した『月刊ヤングキング』（創刊号：同年12月号）が、2013年8月16日発売の同年10月号より現行の誌名にリニューアルされた。